# Noailly
Noailly és un municipi francès situat al departament del Loira i a la regió d'Alvèrnia-Roine-Alps. L'any 2007 tenia 737 habitants.

## Demografia

### Població
El 2007 la població de fet de Noailly era de 737 persones. Hi havia 264 famílies de les quals 40 eren unipersonals (32 homes vivint sols i 8 dones vivint soles), 88 parelles sense fills, 124 parelles amb fills i 12 famílies monoparentals amb fills.
La població ha evolucionat segons el següent gràfic:
Habitants censats

### Habitatges
El 2007 hi havia 293 habitatges, 269 eren l'habitatge principal de la família, 10 eren segones residències i 14 estaven desocupats. 286 eren cases i 7 eren apartaments. Dels 269 habitatges principals, 227 estaven ocupats pels seus propietaris, 38 estaven llogats i ocupats pels llogaters i 4 estaven cedits a títol gratuït; 5 tenien dues cambres, 18 en tenien tres, 73 en tenien quatre i 173 en tenien cinc o més. 200 habitatges disposaven pel capbaix d'una plaça de pàrquing. A 98 habitatges hi havia un automòbil i a 157 n'hi havia dos o més.

### Piràmide de població
La piràmide de població per edats i sexe el 2009 era:
| Homes | Edats   | Dones |
| ----- | ------- | ----- |
| 0     | 95 o +  | 0     |
| 0     | 90 a 94 | 0     |
| 0     | 85 a 89 | 0     |
| 4     | 80 a 84 | 0     |
| 8     | 75 a 79 | 12    |
| 24    | 70 a 74 | 12    |
| 16    | 65 a 69 | 12    |
| 20    | 60 a 64 | 24    |
| 8     | 55 a 59 | 20    |
| 48    | 50 a 54 | 28    |
| 32    | 45 a 49 | 40    |
| 40    | 40 a 44 | 24    |
| 36    | 35 a 39 | 28    |
| 16    | 30 a 34 | 16    |
| 4     | 25 a 29 | 8     |
| 32    | 20 a 24 | 12    |
| 44    | 15 a 19 | 20    |
| 24    | 10 a 14 | 20    |
| 40    | 5 a 9   | 16    |
| 16    | 0 a 4   | 12    |

## Economia
El 2007 la població en edat de treballar era de 484 persones, 336 eren actives i 148 eren inactives. De les 336 persones actives 317 estaven ocupades (174 homes i 143 dones) i 19 estaven aturades (10 homes i 9 dones). De les 148 persones inactives 63 estaven jubilades, 51 estaven estudiant i 34 estaven classificades com a «altres inactius».

### Ingressos
El 2009 a Noailly hi havia 275 unitats fiscals que integraven 750,5 persones, la mediana anual d'ingressos fiscals per persona era de 15.941 €.

### Activitats econòmiques
Dels 22 establiments que hi havia el 2007, 1 era d'una empresa alimentària, 2 d'empreses de fabricació d'altres productes industrials, 4 d'empreses de construcció, 5 d'empreses de comerç i reparació d'automòbils, 1 d'una empresa de transport, 4 d'empreses d'hostatgeria i restauració, 2 d'empreses de serveis, 1 d'una entitat de l'administració pública i 2 d'empreses classificades com a «altres activitats de serveis».
Dels 7 establiments de servei als particulars que hi havia el 2009, 1 era un taller de reparació d'automòbils i de material agrícola, 2 guixaires pintors, 1 electricista, 2 restaurants i 1 saló de bellesa.
L'únic establiment comercial que hi havia el 2009 era un supermercat.
L'any 2000 a Noailly hi havia 35 explotacions agrícoles que ocupaven un total de 1.302 hectàrees.

## Equipaments sanitaris i escolars
El 2009 hi havia una escola elemental.

## Poblacions més properes
El següent diagrama mostra les poblacions més properes.